# Верхнее озеро (Карпаты)
Ве́рхнее о́зеро (укр. Верхнє озеро) — высокогорное озеро ледникового происхождения в Украинских Карпатах.
Лежит на высоте 1628 м над уровнем моря, в пределах Черногорского заповедного массива (часть Карпатского биосферного заповедника; Раховский район, Закарпатская область, Украина).
Расположено на юго-западном склоне главного Черногорского хребта, в урочище Озерная. К северу от озера расположена Пожижевская гора (1822 м), на северо-восток — гора Данциж (1850 м), на юго-востоке — Туркул (1933 м).
Длина — 105 м, ширина — 26 м, площадь — 2400 м², максимальная глубина — более 3 м.
Котловина удлинённой формы. Питается атмосферными осадками.
Температура воды летом до +13 °C. Зимой замерзает.
Вода чистая, минерализация воды низкая (твёрдый остаток 42 мг/л).
Дно у берегов покрыто обломками конгломератов, на глубине — слоем светло-серого ила.
Ближайший населённый пункт — село Говерла.

## Фотографии

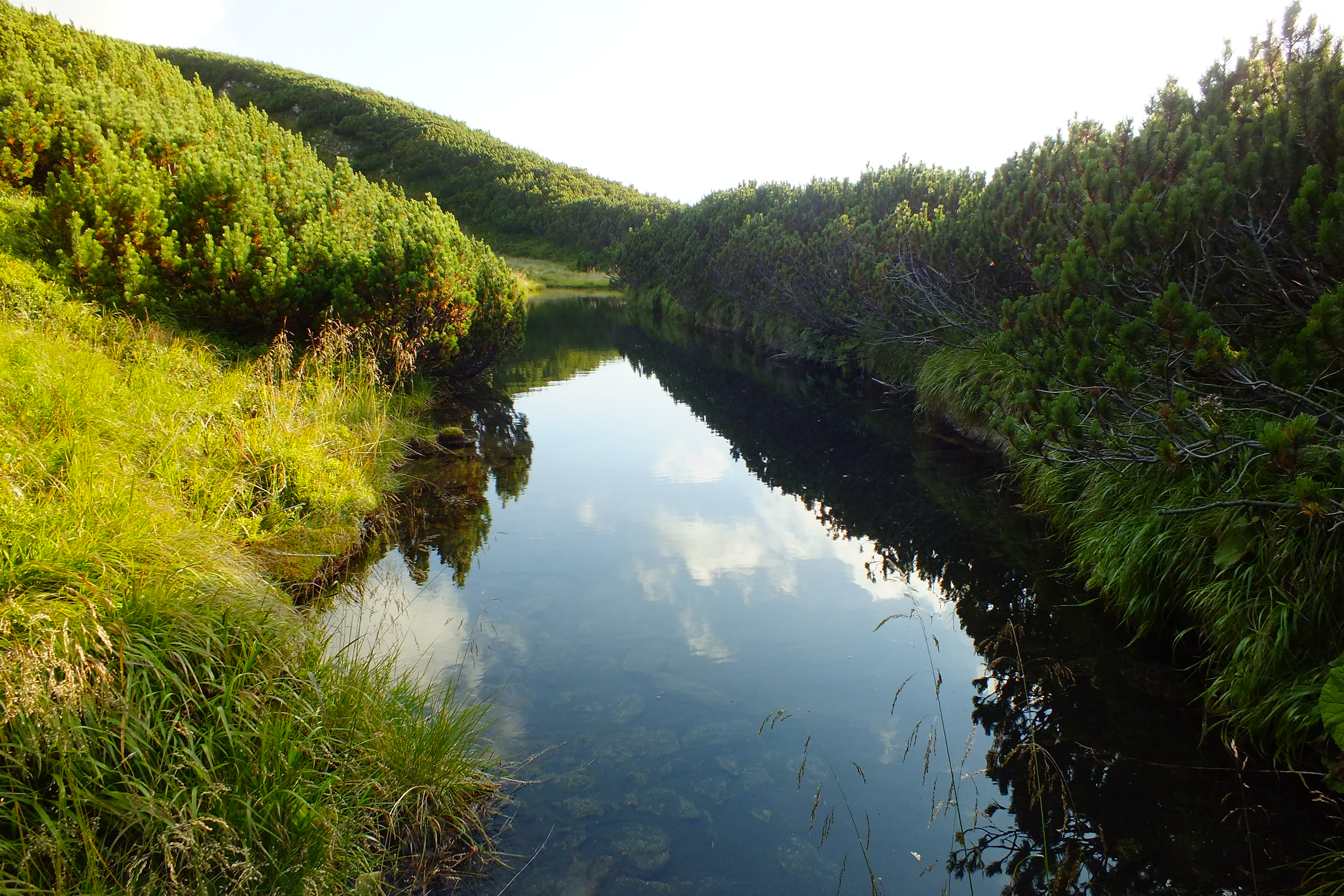
общий вид с севера
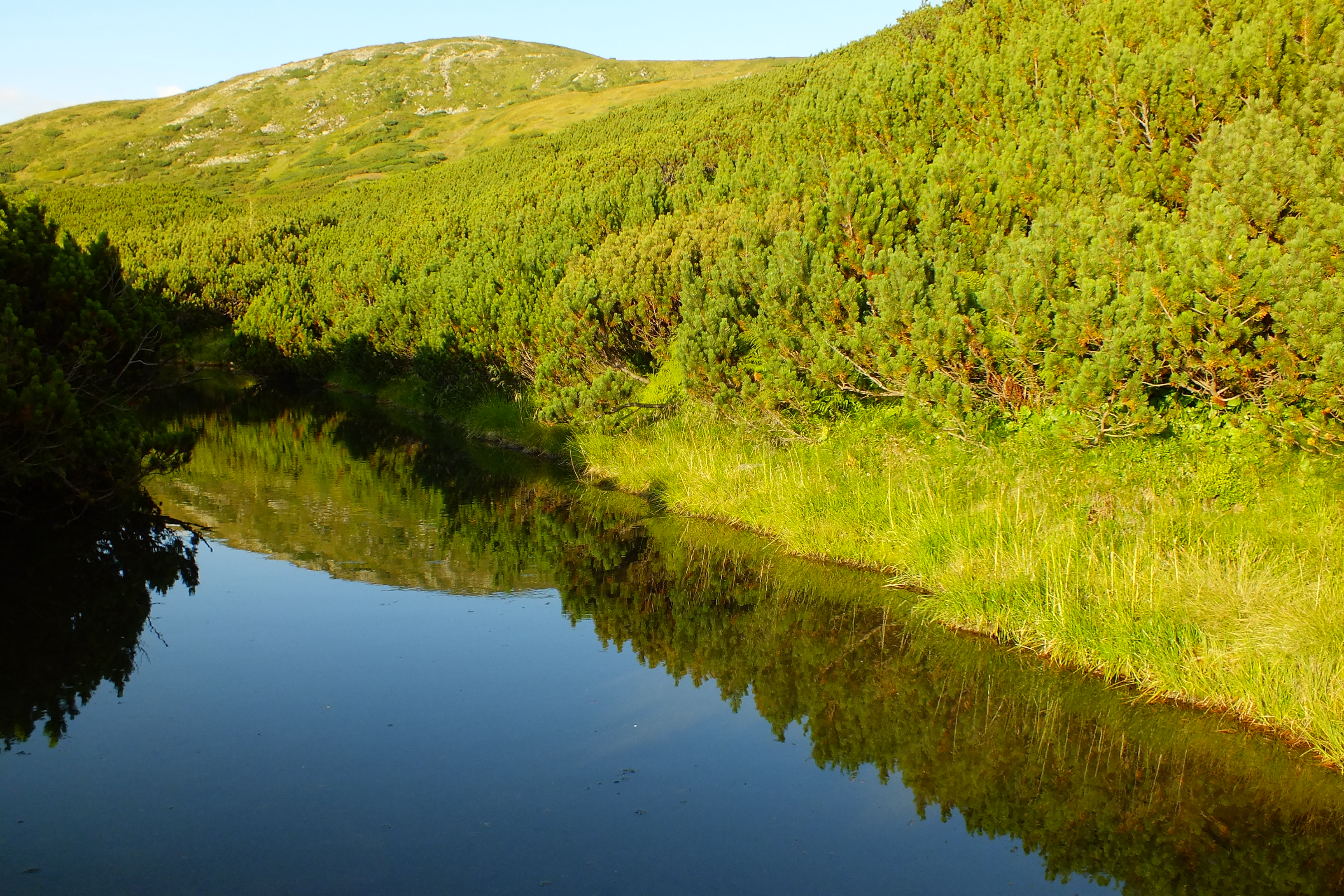
Береговая линия